# 左贞观
左贞观（俄语：Чжень Гуань Цзо，1945年3月5日—），又名维克多·左（俄语：Виктор Цзо），俄罗斯华裔作曲家。

## 生平
左贞观1945年生于上海，曾就读上海市南洋模范中学，父亲和俄国血统的母亲都是复旦大学的老师，父亲在其幼年时便请了一位俄籍教师教他钢琴。1958年，左贞观的父亲被划为右派而发配到青海劳动改造，当时他只有13岁。1961年，母亲带着左贞观和另外两个孩子回到了西伯利亚的娘家，左贞观开始从头学起俄语和俄国文化，考入伊尔库茨克的音乐中专。
左贞观毕业于新西伯利亚国立音乐学院的大提琴专业，后入读莫斯科格涅辛音乐学院学习作曲，师从根里赫·伊里伊奇·利京斯基。1975年，左贞观创作的《节日序曲》在全苏青年作曲家比赛中获得一等奖。1987年，莫斯科作曲家协会在工会大厦著名的圆柱大厅为他举办了一场音乐会，左贞观在音乐会上与多年未见的父亲重逢，这一年左贞观首次回到中国。
1992年，左贞观创建了俄罗斯爱乐乐团，担任团长至今。1997年7月香港回归祖国，左贞观应邀率领俄罗斯爱乐乐团赴港参加回归典礼演出。
1999年，左贞观获得俄罗斯“功勋艺术家”称号，他也是获此殊荣的第一位华人。2005年，左贞观获得俄罗斯友谊勋章。

## 作品
左贞观创造性的将交响乐团与中国传统乐器结合，许多作品富有东方韵味，例如作品《小河淌水》、《大观楼长联》等等。左贞观带领乐团录制了《梁祝》以及丁善德、陈培勋、陈永华、黄安伦等诸多作曲家的作品。中国驻俄使馆公使衔参赞谢金英曾称赞左贞观是“俄罗斯最权威的中国传统音乐作曲家”，“旅居海外的杰出华人”。
左贞观自称最喜欢的作曲家是柴可夫斯基，《梵高书信》对其艺术观也影响很大。他还写过一本《诗人与爱情》，介绍了普希金爱情诗以及背后的故事。

## 延伸阅读
- 左贞观. . 百花文艺出版社. 2011. ISBN 9787530657461.
- 左贞观. . 人民音乐出版社. 2017. ISBN 9787103053355.